# Merkara
Merkara (fl. XVII secolo a.C.) è stato un faraone egizio inserito nella XIII dinastia.

## Biografia
Ultimo nome leggibile della colonna 7 del Canone Reale. Questo re, di cui non vi son altri riscontri, la cui sovranità fu limitata all'Alto Egitto, viene convenzionalmente collocato nella fase terminale della XIII dinastia. La contemporaneità di più dinastie e la scarsezza di documenti rende molto difficoltosa la redazione di una cronologia affidabile del complesso periodo storico che va sotto il nome di secondo periodo intermedio.
Secondo l'egittologo danese Kim Ryholt, non meno di 17 sovrani della XIII dinastia regnarono nel breve periodo compreso fra il 1663 a.C. fino al 1649 a.C. Alcuni studiosi come Manfred Bietak e Ryholt proposero che questa instabilità fosse in realtà una conseguenza di una carestia prolungata oppure di una peste che colpì la regione delta del Nilo, la quale durò fino alla fine dei regni della XIII e XIV dinastia (1650 a.C.). Lo stato indebolito di entrambi i regni può spiegare, parzialmente, perché sono crollati rapidamente al potere emergente degli hyksos.

## Testimonianze
L'unica attestazione del faraone Merkara la si ha nel Papiro dei Re, una lista reale compilata agli inizi della XIX dinastia egizia. Secondo Kim Ryholt, il papiro fornisce il suo prenome sull'ottava colonna, diciottesima riga. Il Papiro dei Re è danneggiato sulla sezione che copre il periodo della fine della XIII dinastia, inoltre la durata del regno di Merkara si perde in una lacuna.
L'esatta posizione cronologica di Merkara è ancora oggi ignota a causa dello stato danneggiato del Papiro dei Re, la quale permette di ricostruire congetturalmente solo i regni della fine della XIII dinastia. Secondo Ryholt era il 40° faraone della dinastia, mentre per Baker e von Beckerath lo collocano come 47° faraone.

## Liste Reali
| HASH | U7 | D28 | Z1 |

| HASH | U7 | D28 | Z1 |

| HASH | U7 | D28 | Z1 |

| HASH | U7 | D28 | Z1 |

| HASH | U7 | D28 | Z1 |

| HASH | U7 | D28 | Z1 |

| HASH | U7 | D28 | Z1 |

| HASH | U7 | D28 | Z1 |

## Cronologia
| Periodo                    | Dinastia | periodo di regno                             |
| Secondo periodo intermedio | XIII     | tra il 1660 a.C. ed il 1630 a.C. (± 50 anni) |

| predecessore: Merkheperra | Signore del Basso e dell'Alto Egitto | successore: Rahotep (XVII dinastia) |

| Dinastie contemporanee | Capitale |
| XIV                    | Varie    |
| XV                     | Avaris   |
| XVI                    | Varie    |